# Verstärkung (Psychologie)
Verstärkung ist ein Begriff aus der Verhaltensbiologie und der Psychologie, speziell aus dem Behaviorismus.
Bei der Konditionierung bezeichnet man ein Ereignis, das die Wahrscheinlichkeit erhöht, dass ein bestimmtes Verhalten gezeigt wird, als Verstärkung. Unterschieden wird zwischen „positiver“ und „negativer“ Verstärkung. Beide bewirken, dass ein Verhalten häufiger gezeigt wird, mit dem Unterschied, dass bei dem positiven Verstärker – auch Belohnung genannt – ein angenehmer Reiz auf ein gewünschtes Verhalten zugefügt wird (z. B. Anerkennung, Zuwendung, Geld, Schokolade) und bei dem negativen Verstärker ein unangenehmer Reiz entfernt wird (z. B. die Entfernung von Angst, Lärm, einer unangenehmen Tätigkeit). Ein negativer Verstärker darf also nicht (wie es oft passiert) mit einer Bestrafung verwechselt werden.
Als Bestrafung bezeichnet man dagegen ein Ereignis, bei dem die Auftretenswahrscheinlichkeit eines Verhaltens gesenkt wird. Unterschieden wird dabei zwischen Bestrafungstyp I, der Zufügung eines unangenehmen, also aversiven Reizes (z. B. Schläge, Beschimpfungen, Hausarrest) und dem Bestrafungstyp II, der Entfernung eines angenehmen Reizes bzw. Entzug eines Privilegs (z. B. Fernsehverbot, Wegnehmen eines Spielzeugs).
Der Fachbegriff für diese Formen des Lernens, bei denen der Organismus durch Reaktionen der Umwelt auf sein Verhalten lernt, lautet instrumentelle oder operante Konditionierung. Die Konsequenzen eines Verhaltens wirken also auf das Verhalten zurück. Nach Skinner ist allein das zeitliche Aufeinanderfolgen entscheidend („conditioning takes place presumably because of the temporary relation only“, S. 168). Die Verhaltensanalyse definiert Verstärkung und Verstärker rein formal, über den Effekt auf die Rate des Verhaltens. Bezüglich der Theorien, warum ein Verstärker als solcher wirkt, siehe den Artikel Verstärker (Psychologie). Die Verstärkung kann auch in der Vorstellung ablaufen, was man als verdeckte Verstärkung bezeichnet (siehe verdeckte Konditionierung).

## Positive Verstärkung
Man spricht von positiver Verstärkung, wenn auf ein Verhalten ein Ereignis in der Umwelt des Organismus folgt und die Auftretenswahrscheinlichkeit dieses Verhaltens daraufhin ansteigt. Das Ereignis in der Umwelt des Organismus wird als positiver Verstärker bezeichnet. Was ein positiver Verstärker ist, kann nur an den Folgen, die er für die Auftretenswahrscheinlichkeit des Verhaltens hat, erkannt werden. Positive Verstärker sind somit nur formal definiert, nicht inhaltlich. Man kann strenggenommen nicht im Voraus sagen, ob ein bestimmtes Ereignis ein positiver Verstärker, ein negativer Verstärker oder irrelevant ist. Dennoch kann man begründete Vorannahmen machen: Ob ein Ereignis (z. B. eine Futtergabe) ein positiver Verstärker ist, hängt u. a. davon ab, ob der Organismus davon depriviert ist, d. h. das Ereignis (z. B. der Futtergabe) längere Zeit nicht mehr eingetreten ist. Verstärker können primär (artspezifisch angeboren, z. B. Nahrung, angemessene Temperatur, Gelegenheit zu sexueller Aktivität) oder sekundär sein (konditioniert bzw. erlernt; bei Menschen z. B. Erfolg, Geld, Anerkennung). Als umgangssprachliches Äquivalent zu „positiver Verstärker“ wird oft „Belohnung“ oder „angenehme Konsequenz“ verwendet. Dies widerspricht jedoch der rein formalen Definition von „positiver Verstärker“ nach Skinner, da diese Begriffe Mutmaßungen über vermeintliche mentale Zustände des Organismus enthalten.
- Beispiel: Eine 24 Stunden ohne Futter gehaltene Ratte sitzt in einem Käfig mit einheitlich glatten Wänden, in dem sich als einziges abweichend gestaltetes Objekt ein kleiner beweglicher Hebel befindet und in dessen Nähe ein Ausgabeschacht für Futter angebracht ist. Wenn die Ratte diesen Hebel drückt, fallen automatisch einige Futterkörner in den Ausgabeschacht: Das Verhalten (= zufälliges Hebeldrücken) der hungrigen Ratte hat also (in Form der Futterausgabe) eine (für die Ratte) positive Konsequenz. Dies hat mittelfristig zur Folge, dass die Ratte sich häufiger als zuvor in der Nähe des Ausgabeschachts aufhalten wird und sich so auch die Wahrscheinlichkeit erhöht, dass die Ratte erneut den Hebel drückt. Nach zwei oder drei Dutzend Hebeldrücken hat der Beobachter den Eindruck, dass die Ratte gezielt den Hebel drückt, um Futter zu bekommen. – Das Verhalten des Hebeldrückens wurde verstärkt, oder umgangssprachlich formuliert: Die Ratte hat „gelernt“, wie sie sich Futter beschaffen kann. Der Verstärker war dabei das Ereignis der Futtergabe.

Diese kontingente Verstärkung wird auch als Dreifachkontingenz bezeichnet, da wie folgt gelernt wird: Bei Vorhandensein von Stimulus A folgt auf Reaktion B der Verstärker C. Die Organismen lernen somit, dass bei Vorliegen des Reizes A, nicht aber eines anderen Reizes, ihre Reaktion (ihr Verhalten) mit großer Wahrscheinlichkeit eine bestimmte – angenehme – Konsequenz seitens der Umwelt haben wird.

## Negative Verstärkung
Von negativer Verstärkung wird gesprochen, wenn ein unangenehmer Reiz entfernt wird. Die negative Verstärkung führt – wie die positive Verstärkung – zu einer Erhöhung der Auftretenswahrscheinlichkeit von Verhalten. Eine Verstärkung kann auch darin bestehen, dass ein (z. B. angstauslösendes) Ereignis in der Umwelt des Organismus vermieden wird und die Rate des Verhaltens daraufhin ansteigt.
- Beispiel: Eine Ratte sitzt im Käfig, der Eisenboden steht unter Strom. Die Ratte zeigt nun verschiedene Verhaltensweisen, u. a. drückt sie den Hebel. Als Konsequenz auf das Verhalten „Hebel drücken“, wird der Strom abgeschaltet. Wird in späteren Durchgängen wieder der Boden unter Strom gesetzt, drückt die Ratte den Hebel früher als zuvor (und beendet damit den Stromstoß). Schließlich drückt die Ratte den Hebel, noch bevor Strom fließt, der aversive Reiz (der Stromstoß) wird somit vermieden.

Aus verhaltenstherapeutischer Sicht kann auch die Aufrechterhaltung von Phobien als ein Fall von negativer Verstärkung angesehen werden. Ein Mensch mit einer Hundephobie wechselt z. B. die Straßenseite, wenn ihm ein Hund entgegenkommt. Durch das Wechseln der Straßenseite beendet oder vermeidet er den angstauslösenden Kontakt mit dem Hund. Das phobische Verhalten „Wechseln der Straßenseite“ wird dadurch jedoch verstärkt, d. h. hier: aufrechterhalten.

### Vermeidung
Bei der Vermeidung handelt es sich um eine Form der negativen Verstärkung, bei der eine Reaktion verhindert, dass ein aversiver Reiz überhaupt auftritt. Beispielsweise vermeidet man durch Zahlung eines Strafzettels unangenehme Folgen eines Zahlungsverzuges. Zur Erklärung von Vermeidungsverhalten gibt es zwei einflussreiche Theorien: die Zwei-Faktoren-Theorie und die Einfaktortheorie.
Zwei-Faktoren-Theorie
Die Zwei-Faktoren-Theorie von Orval Hobart Mowrer postuliert, wie der Name schon andeutet, zwei Komponenten einer Vermeidungsreaktion:
1. Klassische Konditionierung: einen zuvor neutralen Reiz zu fürchten lernen.
2. Operante Konditionierung: zu reagieren, um dem Reiz zu entkommen.

Einige experimentelle Befunde stützen die Zwei-Faktoren-Theorie andere dagegen kritisieren die Zwei-Faktoren-Theorie: Individuen führen weiterhin Vermeidungsreaktionen aus, obwohl sie keine Anzeichen von Angst zeigen und Vermeidungsreaktionen sind im Allgemeinen löschungsresistent.
Einfaktortheorie
Diese wurde als Alternative zur Zwei-Faktoren-Theorie vorgeschlagen. Sie geht im Gegensatz zur Zwei-Faktoren-Theorie davon aus, dass für das Vermeidungsverhalten das Entfernen des erlernten angstauslösenden Reizes nicht erforderlich ist. Die Vermeidung des aversiven Ereignisses an sich ist der Verstärker. In Experimenten konnte gezeigt werden, dass Versuchstiere Vermeidungsreaktionen erlernen können, ohne dass es einen Reiz gibt, der einen bevorstehenden aversiven Stimulus ankündigt.

## Bestrafung
Direkte Bestrafung – Strafe Typ I (auch „positive“ Bestrafung) liegt vor, wenn das operante Verhalten ein Ereignis herbeiführt, das zur Abnahme der Verhaltensrate in dieser Situation führt. Als Bestrafung (im verhaltenswissenschaftlichen Sinn) kann beispielsweise der Stromschlag bezeichnet werden, den ein Weidetier erhält, wenn es den Draht des elektrischen Weidezauns berührt (sofern das Tier das Verhalten „Berühren des Weidezauns“ in Zukunft seltener zeigt; man spricht dann von einer „Bestrafung“, wenn aufgrund einer Verhaltenskonsequenz die Rate dieses Verhaltens sinkt). Ein anderes Beispiel für Bestrafung ist das laute „Pfui!“, wenn ein Hund etwas Unerlaubtes tut (sofern das „Pfui“ ein konditionierter Strafreiz für den Hund ist) oder ein fester Ruck an der Leine.
Indirekte Bestrafung – Strafe Typ II (auch „negative“ Bestrafung) liegt vor, wenn aufgrund des operanten Verhaltens ein zuvor vorliegendes Ereignis beendet wird und damit die Verhaltensrate abnimmt. In der „Skinner-Box“ bekommt die Ratte auf Hebeldruck kein Futter mehr, wie noch zuvor. Die Ratte wird langsam aufhören, den Hebel zu drücken. Oder Eltern verbieten ihrem Kind fernzusehen (sofern das Fernsehen für das Kind einen angenehmen Reiz darstellt), wenn es sich nicht an bestimmte Familienregeln gehalten hat.
Von der Bestrafung ist die Löschung zu unterscheiden. Dabei wird ein Verstärker, der bislang auf ein Verhalten folgte, nicht mehr gegeben. Die Rate des Verhaltens sinkt daraufhin.
Bestrafung stellt das Gegenteil von Verstärkung dar: während Verstärkung eine Zunahme des Verhaltens bewirkt, bewirkt Bestrafung eine Abnahme. Wenn ein bestimmtes Verhalten bestraft wird, geht die Häufigkeit dieses Verhaltens zurück, während andere nicht-bestrafte Verhaltensweisen im Wesentlichen unverändert bleiben.

### Strafreize
Ähnlich wie Verstärker können auch Strafreize in primäre und konditionierte Reize unterteilt werden.
- Primäre Strafreize sind Reize, die meist direkt auf den Organismus einwirken und physischen Schaden verursachen (z. B. Schläge).
- Sekundäre Strafreize werden erst durch die individuelle Lerngeschichte zum Strafreiz (z. B. Ermahnungen).
- Generalisierte Strafreize sind Reize, die mit einer Vielzahl von anderen Strafreizen gekoppelt sind (z. B. sozialer Ausschluss).

### Faktoren, die Effektivität von Bestrafung beeinflussen
Im Rahmen der experimentellen Verhaltensanalyse wurden die Auswirkungen von Bestrafung auf das Verhalten ausgiebig erforscht. Die Effektivität von Bestrafung hängt von mehreren Faktoren ab:
Intensität
Soll es zu einem dauerhaften Abbau eines Verhaltens kommen, so sollte Bestrafung sofort mit voller Intensität eingesetzt werden. Individuen können sich an eine milde Strafe gewöhnen (Habituation) und können diese Habituation auch auf höhere Bestrafungsintensitäten generalisieren. Fängt man also mit einer milden Bestrafung an und steigert diese sukzessive, sind die Auswirkungen auf das Verhalten gering. Bei einer hinreichend hohen Bestrafungsintensität kommt es hingegen zu einer vollständigen Einstellung des Verhaltens. So wurde beispielsweise in einem Experiment beobachtet, dass ein Stromstoß mit 80 Volt ausreichte, um bei Tauben eine dauerhafte Unterdrückung einer Verhaltensweise zu erreichen. Wurde dagegen mit niedrigeren Spannungen begonnen, gewöhnten sich die Tauben an die Bestrafung und führten das Verhalten sogar bei Stromschlägen mit 130 Volt aus.
Unmittelbarkeit
Ähnlich wie ein Verstärker ist auch ein Bestrafungsreiz dann am wirksamsten, wenn er unmittelbar auf das zu bestrafende Verhalten folgt. Je mehr Zeit zwischen Verhalten und Bestrafung liegt, desto ineffektiver ist die Bestrafung. Experimentell wurde dies etwa bei Ratten nachgewiesen. In einer anderen Untersuchung wurde festgestellt, dass es im Schulunterricht effektiver ist, wenn eine Lehrkraft schlechtes Betragen sofort rügt, anstatt einige Zeit verstreichen zu lassen.
Bestrafungsplan
Analog zu den verschiedenen Verstärkerplänen lassen sich auch bei unterschiedlichen Bestrafungsplänen unterschiedliche Auswirkungen auf das Verhalten feststellen. In Experimenten mit verschiedenen Bestrafungsplänen wurde festgestellt, dass es am effektivsten ist, jede Verhaltensweise zu bestrafen. Prinzipiell zeigt sich bei Bestrafungsplänen das Gegenteil von Verstärkerplänen: Wo zum Beispiel ein bestimmter Verstärkungsplan zu einem beschleunigten Reaktionsmuster führt, kommt ein dementsprechender Bestrafungsplan zu einem verlangsamten Reaktionsmuster.
Verhaltensmotivation
Die Effektivität von Bestrafung verhält sich umgekehrt proportional zur Verhaltensmotivation. Ist ein Verstärker „unattraktiv“, so ist die Motivation, zur Erlangung dieses Verstärkers Bestrafung in Kauf zu nehmen, gering. Beispielsweise reagieren hungrige Tauben nur wenig auf Bestrafung, wenn sie durch ihr Verhalten Futter erhalten können. Sind die Tauben dagegen „satt“, so stellen sie ihr Verhalten bei Bestrafung rasch ein, da Futter keinen wirksamen Verstärker darstellt.
Verfügbare Verhaltensalternativen
Bestrafung einer Verhaltensweise ist dann effektiv, wenn eine alternative Verhaltensweise zur Verfügung steht, um sich den Verstärker zu beschaffen, der die unerwünschte Reaktion aufrechterhalten hat. Daher wird bei Verhaltensmodifikationen meist eine Verhaltensweise bestraft, während gleichzeitig eine alternative Verhaltensweise verstärkt wird.
Diskriminativer Hinweisreiz
Bestrafung kann auch als diskriminativer Hinweisreiz wirken, als Signal, das die Verfügbarkeit von anderen (angenehmen oder unangenehmen) Reizen ankündigt. Folgt kontingent auf einen Strafreiz eine Verstärkung, wird der Strafreiz zu einem Hinweisreiz auf die Verstärkung und die Reaktionsraten steigen nach der Gabe des Strafreizes, statt zu sinken. Möglicherweise lassen sich dadurch Formen von Masochismus und selbstverletzendem Verhalten erklären, bei denen auf den eigentlich schmerzhaften Reiz eine Verstärkung (z. B. Aufmerksamkeit) erfolgt.

### Nachteile von Bestrafung
Obwohl Bestrafung im Experiment ein wirksames Instrument zur Beeinflussung von Verhalten sein kann, haben Verhaltensanalytiker eine Reihe von Nachteilen herausgearbeitet, die insbesondere die Effektivität von Bestrafung in der menschlichen Gesellschaft in Frage stellen.
Bestrafung kann emotionale Folgen wie Angst und Wut haben, was wiederum negative Auswirkungen auf verschiedene Leistungen haben kann. So arbeiteten etwa Studenten in einem Experiment schlechter und langsamer, wenn jeder Fehler mit einem Stromschlag bestraft wurde, wurden Fehler hingegen nur durch einen Ton signalisiert, war die Leistung deutlich besser.
Eine noch bedenklichere Nebenwirkung von Bestrafung stellt Aggressivität dar. Aggressionen können sich nach einer Bestrafung gegen den Strafenden oder gegen andere Organismen oder Dinge wenden. Beispielsweise begannen in einem Experiment Ratten, die zuvor friedlich zusammenlebten, nach der Gabe von Elektroschocks miteinander zu kämpfen. Ähnliche Beobachtungen wurden bei Tauben, Mäusen, Katzen und Affen gemacht.
Des Weiteren kann Bestrafung zu einer allgemeinen Abnahme von Verhalten führen, statt nur zu einer Abnahme des bestraften Verhaltens. So kann etwa ein strenger Tadel eines Lehrers auf eine falsche Antwort eines Schülers dazu führen, dass sich der Schüler überhaupt nicht mehr meldet, selbst wenn er eine eindeutig richtige Antwort weiß.
Ein weiterer Nachteil ist, dass eine Bestrafung eine ständige Überwachung des Verhaltens erfordert, während dies bei Verstärkung nicht der Fall ist. Dies liegt zum einen daran, dass Bestrafung am effektivsten ist, wenn sie konsequent auf das Verhalten folgt, zum anderen, weil es nicht im Interesse eines Individuums liegt, auf zu bestrafendes Verhalten aufmerksam zu machen. So wird ein Kind seine Eltern eher nicht darauf hinweisen, dass es seine Hausaufgaben nicht erledigt hat, wenn es dafür eine Strafe zu befürchten hat. Umgekehrt wird es seine gemachten Hausaufgaben den Eltern präsentieren, wenn hierfür eine Verstärkung erfolgt.
Es ist für Individuen verstärkend, Bestrafung zu vermeiden (Negative Verstärkung). Daher kann es vorkommen, dass versucht wird, Regeln zu umgehen oder die Situation ganz zu vermeiden. Beispielsweise entzieht sich ein Schüler dem Nachsitzen, indem er die Schule komplett schwänzt. Noch problematischer ist es, wenn der Strafende selbst zu einem konditionierten Strafreiz wird. Unter Umständen wird die Strafe dann eher mit der Person des Strafenden verbunden als mit dem bestraften Verhalten.
Zu diesen empirisch festgestellten Einschränkungen gibt es noch ethische Bedenken gegen die Anwendung von Bestrafung insbesondere gegenüber Menschen. Wenn mit positiver Verstärkung ähnlich gute oder sogar bessere Ergebnisse erzielt werden können, stellt sich die Frage, warum man auf Bestrafung zurückgreifen sollte. Aus diesen Gründen wird Bestrafung als Mittel zur Verhaltenskontrolle in der Verhaltensanalyse nur in Ausnahmefällen, und wenn positive Verstärkung keine Alternative darstellt, eingesetzt.

## Das Kontingenzschema
Holland und Skinner veranschaulichen die genannten Begriffe im sogenannten Kontingenzschema:
|                        | Darbietung           | Beseitigung          |
| angenehme Konseqenz    | positive Verstärkung | Bestrafung (Typ II)  |
| unangenehme Konsequenz | Bestrafung (Typ I)   | negative Verstärkung |

Umgangssprachlich könnte man diese Begriffe so umschreiben:
- Positive Verstärkung heißt: Man tut etwas häufiger, weil man etwas Angenehmes dafür bekommt (Bsp.: Ein Schüler meldet sich und wird gelobt; er meldet sich in Zukunft häufiger).
- Negative Verstärkung heißt: Man tut etwas häufiger, weil etwas Unangenehmes dadurch beendet oder vermieden wird (Bsp.: Ein Schüler macht seine Hausaufgaben vollständig und ein zuvor bestehendes Fernsehverbot wird aufgehoben; er macht seine Hausaufgaben in Zukunft häufiger vollständig).
- Bestrafung (Typ I, auch „direkte Bestrafung“) heißt: Man tut etwas seltener oder gar nicht mehr, weil einem dann etwas Unangenehmes widerfahren würde und bereits einmal widerfahren ist (Beispiel: Ein Kind lügt, wird dafür geschimpft und lügt in Zukunft seltener; oder: ein Kind berührt eine heiße Herdplatte und verbrennt sich die Finger, das Kind berührt in Zukunft die heiße Herdplatte nicht mehr).
- Bestrafung durch Verlust (Typ II, auch „indirekte Bestrafung“) heißt: Man tut etwas seltener, weil man ansonsten etwas Angenehmes verlieren würde (Bsp.: Ein Kind lügt und bekommt dafür Taschengeldentzug und lügt in Folge seltener).

## Verhaltenswissenschaftliche und laienpsychologische Terminologie
Die genannten umgangssprachlichen Umschreibungen dienen lediglich der Verdeutlichung und vereinfachen die Dinge notwendigerweise. Sie ersetzen nicht die korrekten Definitionen (siehe oben) und können auch nicht synonym zu diesen verwendet werden.
Das (umgangssprachliche) „Belohnen“ führt nicht immer zu einem Anstieg der Rate eines Verhaltens. Nicht jede (als solche gemeinte) Belohnung ist also ein Verstärker. Zudem wird eine Person belohnt, verstärkt werden kann nur ein Verhalten. Ebenso verhält es sich mit dem (umgangssprachlichen) Bestrafen: Nicht jede als solche gemeinte Bestrafung hat den Effekt, dass die Rate des Verhaltens sinkt. Zudem sind (umgangssprachliches) Belohnen und Bestrafen immer aktive Handlungen einer Person an einer anderen: die Mutter belohnt das Kind mit einer Tafel Schokolade, der Lehrer bestraft den Schüler mit einer Strafarbeit. Verstärkung findet aber auch in der Natur, ohne das Zutun eines Menschen statt. Das Umdrehen des Zündschlüssels durch den Autofahrer wird durch das Anspringen des Motors positiv verstärkt: Niemand muss neben dem Autofahrer sitzen und ihn dafür loben o. Ä. Dass dies ein Fall von positiver Verstärkung ist, kann man erkennen, wenn der gewohnte Verstärker „Motor springt an“ ausbleibt: Der Autofahrer wird nun das Verhalten „Zündschlüsselumdrehen“ nicht mehr zeigen, das Verhalten wird extingiert (nicht ohne dass zuvor der übliche Extinktionsausbruch gezeigt wurde, d. h. der Autofahrer versucht es zunächst noch eine Weile wiederholt, ehe er den Versuch, das Auto zu starten, aufgibt).